# Шанван (Јура)
Шанван (фр. Champvans) насеље је и општина у источној Француској у региону Франш-Конте, у департману Јура која припада префектури Доле.
По подацима из 2011. године у општини је живело 1336 становника, а густина насељености је износила 93,95 становника/km². Општина се простире на површини од 14,22 km². Налази се на средњој надморској висини од 222 метара (максималној 290 m, а минималној 188 m).

## Демографија
| 1962. | 1968. | 1975. | 1982. | 1990. | 1999. | 2011. |
| ----- | ----- | ----- | ----- | ----- | ----- | ----- |
| 1.217 | 1.339 | 1.368 | 1.330 | 1.300 | 1.362 | 1.336 |

График промене броја становника у току последњих година